# Ngô Quyền, Tiên Lữ
Ngô Quyền là một xã thuộc huyện Tiên Lữ, tỉnh Hưng Yên, Việt Nam.

## Địa lý
Xã Ngô Quyền có diện tích 6,38 km², dân số năm 2019 là 5.166 người, mật độ dân số đạt 810 người/km².

## Lịch sử
Trước đây, Ngô Quyền là một xã thuộc huyện Phù Tiên.
Ngày 7 tháng 10 năm 1995, Chính phủ ban hành Nghị định 57-CP
thành lập thị trấn Vương trên cơ sở điều chỉnh diện tích tự nhiên 137,96 hécta với 2.434 nhân khẩu của xã Ngô Quyền.
Sau khi điều chỉnh địa giới, xã Ngô Quyền còn lại 339,91 hécta với 4.916 nhân khẩu.
Ngày 6 tháng 11 năm 1996, Quốc hội ban hành Nghị quyết về việc chia tỉnh Hải Hưng thành 2 tỉnh Hải Dương và Hưng Yên và xã Ngô Quyền thuộc huyện Phù Tiên, tỉnh Hưng Yên.
Ngày 24 tháng 2 năm 1997, Chính phủ ban hành Nghị định 17-CP về việc chuyển xã Ngô Quyền thuộc huyện Phù Tiên về huyện Tiên Lữ mới tái lập quản lý.